# ماركوس بيريرا
ماركوس بيريرا (بالبرتغالية: Marcos Pereira‏) هو سياسي برازيلي، ولد في 4 أبريل 1972 في ليناريس في البرازيل. حزبياً، نشط في Republicans (Brazil) ‏. وقد انتخب النائب الاتحادي لساو باولو خلال فترته النيابية ‏ (1 فبراير 2019 – ) وانتخب عضو مجلس النواب البرازيلي ‏ خلال فترته النيابية ‏.